# عزلة الاشعوب (إب)
عزلة الاشعوب هي إحدى عزل مديرية مذيخرة في محافظة إب اليمنية ويبلغ تعداد سكانها 18134 نسمة حسب التعداد السكاني في اليمن لعام 2004.